# Myrrhis millefolia
Myrrhis millefolia är en flockblommig växtart som beskrevs av Spreng.. Myrrhis millefolia ingår i släktet spanskkörvlar, och familjen flockblommiga växter. Inga underarter finns listade i Catalogue of Life.